# Maxime Josse
Pour les articles homonymes, voir Josse.
Maxime Josse, né le 21 mars 1987 à Saint-Quentin, est un joueur de football professionnel français, évoluant au poste d'arrière droit.

## Biographie

### Parcours en club
Après des débuts dans le club amateur de l'Olympique Saint-Quentin (jusqu'à l'âge de 12 ans), il joue une saison à l'AS Gérardmer. C'est là qu'il est repéré par le FC Sochaux-Montbéliard où il intègre le centre de formation. 
Lors de la saison 2006-2007, il rejoint Brest dans le cadre d'un prêt.
Il parvient ensuite à s'imposer à Sochaux avec la blessure de Jérémie Bréchet lors du difficile début de saison 2007-2008 et signe une prolongation de contrat le 29 octobre 2007 jusqu'en 2012. Mais les mauvais résultats sur le terrain, ajouté au regain de forme du capitaine sochalien, le poussent à nouveau sur le banc. 
Il est prêté pour la saison 2008-2009 au SCO d'Angers, pensionnaire de Ligue 2, mais se blesse à la cheville lors de sa deuxième apparition sous le maillot noir et blanc ce qui l'empêchera d'évoluer comme il le souhaitait dans la région angevine.
À l'issue de la saison 2010-2011, ne parvenant pas à obtenir un temps de jeu satisfaisant, il obtient un accord à l'amiable et quitte le FC Sochaux libre pour s'engager avec le club bulgare de Litex Lovetch. C'est dans ce club qu'il joue ses premiers matchs européens, en Ligue des champions et en Ligue Europa.
Il peut aussi bien jouer en défense centrale qu'au poste d'arrière droit mais c'est au poste de milieu récupérateur que son entraîneur Hristo Stoitchkov l'utilise.

### Parcours en sélection
Présent dans toutes les catégories de jeunes, il remporte en 2004 le championnat d'Europe des moins de 17 ans avec la "Génération 87" aux côtés de Karim Benzema, Jérémy Ménez, Hatem Ben Arfa et Samir Nasri.
Sélectionné à trois reprises avec les espoirs, il peine ensuite à s'affirmer au plus haut niveau.

## Statistiques
| Saison    | Club           | Pays     | Championnat | Championnat | Championnat | Championnat  | Championnat  | Coupes nationales | Coupes nationales | Coupes continentales | Coupes continentales | Coupes continentales |
| Saison    | Club           | Pays     | Division    | Matchs      | Buts        | Cartons      | Cartons      | Matchs            | Buts              | Type                 | Matchs               | Buts                 |
| --------- | -------------- | -------- | ----------- | ----------- | ----------- | ------------ | ------------ | ----------------- | ----------------- | -------------------- | -------------------- | -------------------- |
| Saison    | Club           | Pays     | Division    | Matchs      | Buts        | Carton jaune | Carton rouge | Matchs            | Buts              | Type                 | Matchs               | Buts                 |
| 2004-2005 | FC Sochaux     | France   | Ligue 1     | 3           | -           | -            | -            | -                 | -                 | -                    | -                    | -                    |
| 2005-2006 | FC Sochaux     | France   | Ligue 1     | 6           | -           | -            | -            | 1                 | -                 | -                    | -                    | -                    |
| 2006-2007 | Stade brestois | France   | Ligue 2     | 20          | -           | 3            | -            | -                 | -                 | -                    | -                    | -                    |
| 2007-2008 | FC Sochaux     | France   | Ligue 1     | 12          | -           | 1            | -            | 2                 | -                 | -                    | -                    | -                    |
| 2008-2009 | SCO Angers     | France   | Ligue 2     | 6           | -           | -            | -            | 1                 | -                 | -                    | -                    | -                    |
| 2009-2010 | FC Sochaux     | France   | Ligue 1     | 7           | -           | 1            | -            | 3                 | -                 | -                    | -                    | -                    |
| 2010-2011 | FC Sochaux     | France   | Ligue 1     | 11          | -           | 1            | -            | 1                 | -                 | -                    | -                    | -                    |
| 2011-2012 | Litex Lovetch  | Bulgarie | A PFG       | 17          | 1           | 3            | -            | 4                 | -                 | C1                   | 2                    | -                    |
| 2011-2012 | Litex Lovetch  | Bulgarie | A PFG       | 17          | 1           | 3            | -            | 4                 | -                 | C3                   | 2                    | -                    |
| 2012-2013 | Bnei Sakhnin   | Israël   | Ligat HaAl  | 17          | -           | -            | -            | -                 | -                 | -                    | -                    | -                    |

Dernière mise à jour le 18 avril 2013

## Palmarès

### En sélection
- France -16 ans
  - 2003 : Vainqueur du Tournoi du Val-de-Marne

- France -17 ans
  - 2004 : Vainqueur du Championnat d'Europe
  - 2004 : Vainqueur d'un tournoi en République tchèque
  - 2005 : Vainqueur de la Coupe Méridien